# Your Creek
Der Your Creek ist ein etwa 100 km langer rechter Nebenfluss des Ch’idriinjik River (vormals Middle Fork Chandalar River) im Norden des US-Bundesstaats Alaska. Der Your Creek ist der bedeutendste Nebenfluss des Ch’idriinjik River.

## Flusslauf
Der Your Creek entspringt in den Philip Smith Mountains, ein Teilgebirge der Brookskette, auf einer Höhe von etwa 1830 m. Der Your Creek fließt anfangs etwa 25 km nach Südwesten und Süden. Anschließend wendet sich der Fluss nach Südosten. Er bildet einen verflochtenen Fluss. Bei Flusskilometer 30 trifft ein größerer namenloser Nebenfluss von Westen kommend auf den Your Creek. Dieser mündet schließlich in den Ch’idriinjik River, 126 km oberhalb dessen Mündung in den Teedriinjik River. 

## Einzugsgebiet
Der Your Creek entwässert ein Areal von etwa 1745 km². Das Einzugsgebiet grenzt im Westen an das des oberstrom gelegenen Teedriinjik River (North Fork Chandalar River), im Norden an das des Sagavanirktok River sowie im Nordosten und im Osten an das Einzugsgebiet des oberstrom gelegenen Ch’idriinjik River.

## Namensgebung
Der von Prospektoren stammende Flussname wurde 1909 von A. G. Maddren vom United States Geological Survey (USGS) aufgenommen.